# Махмуд-паша Бушатлија
Махмуд-паша Бушатлија (1740 — 22. септембар 1796) је био османски паша који није био много истицан од стране Османлија. Међутим, у походу на Црну Гору предводио је војску и у више наврата задао Црној Гори теже посљедице. У рату против владике Петрa I. Петровић Његошa, Бушатлија је тврдио да је потомак Станка Црнојевића. Бушатлија је успио да 1785. продре у Цетиње и спали Цетињски манастир. На то је св. владика Петар I. Петровић Његош направио савез са Аустријом и Русијом против Турака.
По историчару Андрији Лубурићу Бушатлији је главу одсјекао (битка на Крусима) Богдан Вуков Николић из села Залази код Његуша. Томо Ораовац је писао да је витез над витезовима Вукић Попов Петровић из Куча, убијен од Петровића, и због тога јер је његов ђед на Крусима убио Махмуд пашу Бушатлију и због других заслуга, а то је изазвало завист Петровића према угледнијим људима. Павле Ровински наводи податак да је Петар I Петровић сматрао, са осталим народом, да је здухач био паша Бушатлија. Након што је погубљен у бици на Крусима 1796. године, Петар Први га је ожалио као велики губитак за цијели крај. Народ је то тумачио да је он био здухач и да му је душа излазила из тијела и летјела да се бије са истим таквим душама са оне стране Јадранског мора. Тако је он цијели тај крај (Црна Гора и Албанија) штитио од временских непогода: суше, града и сл. Народ је констатовао да од његове смрти више није било онако родних година као раније, ни у Албанији ни у Црној Гори. Глас Црногорца је објавио и текст Ровинског о Здухачима. Ту се наводе ријечи Петра Првог о смрти Бушатлије: Ми смо га убили, али за срећу земље боље би било, да је остао жив, јер га је мати носила под пасом три године, и он је био понајјачи здухач, кога нијесу могли савладати сви прекоморски...
Данас се лобања чува у Цетињском манастиру. Приликом научног скупа о Црнојевићима, митрополит црногорско-приморски Амфилохије је јавности показао лобању Бушатлије. Бушатлије носе презиме по селу из којег потичу, Бушата.